# 龚明之
龔明之（約1091年—1182年），字希仲（一作熙仲），號五休居士，中國南宋蘇州崑山（今屬江蘇）人。
約生於北宋哲宗元祐六年（1091年），出身蘇州士族，以孝行聞名，受宣教郎。宣和二年（1120年）入國子監。绍兴二十年乡贡，紹興三十年（1160年）進士，授高州文學，时已八十二岁。官至宣教郎。“生平不摘人短，不作貌言，每自谓平日受用，唯一“诚”字”。淳熙五年（1178年）致仕，晚年在太倉南郊黃姑村築“黃姑別墅”，啜饮歌吟于其间。南宋孝宗淳熙九年（1182年）卒。著有《中吳紀聞》。有子龚昱。